# Зёммерда (район)
Зёммерда (нем. Sömmerda) — район в Германии. Центр района — город Зёммерда. Район входит в землю Тюрингия. Занимает площадь 804,17 км². Население — 77 351 чел. Плотность населения — 96 человек/км².
Официальный код района — 16 0 68.
Район подразделяется на 55 общин.

## Города и общины

### Города
1. Буттштедт (2647)
2. Гебезе (2331)
3. Киндельбрюк (1930)
4. Кёлледа (5830)
5. Растенберг (2891)
6. Зёммерда (20 885)
7. Вайсензе (3682)

### Объединения общин

#### Управление Ан-дер-Марке
1. Экштедт (613)
2. Маркфиппах (564)
3. Шлосфиппах (1483)
4. Шпрётау (842)
5. Фогельсберг (749)

#### УправлениеБуттштедт
1. Буттштедт (2647)
2. Эллерслебен (302)
3. Эслебен-Тойтлебен (371)
4. Гросбрембах (835)
5. Гутмансхаузен (902)
6. Хардислебен (646)
7. Клайнбрембах (342)
8. Манштедт (395)
9. Ольберслебен (787)
10. Рудерсдорф (374)

#### Управление Гера-Ауэ
1. Андислебен (622)
2. Гебезе (2331)
3. Ринглебен (562)
4. Вальшлебен (1861)

#### Управление Грамме-Ауэ
1. Альперштедт (722)
2. Гросмёльзен (268)
3. Гросрудештедт (2065)
4. Клайнмёльзен (365)
5. Нёда (855)
6. Оллендорф (465)
7. Удештедт (805)

#### УправлениеКиндельбрюк
1. Бильцингслебен (797)
2. Бюхель (264)
3. Фрёмштедт (603)
4. Грифштедт (315)
5. Гюнштедт (818)
6. Херншвенде (315)
7. Каннавурф (969)
8. Киндельбрюк (1 930)
9. Ритген (272)

#### УправлениеКёлледа
1. Байхлинген (596)
2. Гросмонра (1 003)
3. Гроснойхаузен (787)
4. Клайннойхаузен (434)
5. Кёлледа (5 830)
6. Острамондра (588)
7. Шиллингштедт (285)

#### УправлениеШтраусфурт
1. Ганглофзёммерн (1 162)
2. Хаслебен (1 081)
3. Хеншлебен (368)
4. Ритнордхаузен (1 091)
5. Шверштедт (679)
6. Штраусфурт (1 913)
7. Вернингсхаузен (735)
8. Вундерслебен (758)

### Общины
1. Элькслебен (2 378)
2. Виттерда (1 149)